# Daniel Hart (Musiker)
Daniel Frederick Hart (* 1976 in Emporia) ist ein US-amerikanischer Musiker und Filmkomponist.

## Leben
Daniel Hart wurde 1976 in Emporia in Kansas geboren, wo seine Eltern als Kirchenmusiker arbeiteten. Hart begann mit drei Jahren Geige zu spielen und studierte an der Meadows School of the Arts der Southern Methodist University. Im Jahr 2002 zog Hart nach North Carolina und gründete zusammen mit David Karsten Daniels, John Ribo, Perry Wright und Alex Lazara das Plattenlabel Bu Hanan. In North Carolina gründete Hart auch die Band The Physicians und ging mit einer Reihe anderer Bands als Violinist auf Tournee, darunter mit St. Vincent, The Polyphonic Spree und Broken Social Scene.
Nachdem er im Jahr 2009 von Regisseur David Lowery gebeten wurde, die Musik für seinen ersten Spielfilm St. Nick zu schreiben setzten sie in den Folgejahren ihre Zusammenarbeit bei seinen weiteren Regiearbeiten fort, so bei dem Disney-Film Elliot, der Drache, bei A Ghost Story, bei Ein Gauner & Gentleman und bei The Green Knight, der im Sommer 2021 in die Kinos kam.
Hart wohnt in der Nähe der Jet Propulsion Laboratories, Pasadena.

## Filmografie
- 2009: St. Nick
- 2013: The Saints – Sie kannten kein Gesetz (Ain’t Them Bodies Saints)
- 2014: The Sideways Light
- 2014: Comet
- 2015: Return to Sender – Das falsche Opfer (Return to Sender)
- 2015: Tumbledown
- 2016: Half the Perfect World
- 2016: The Exorcist (Fernsehserie, 10 Folgen)
- 2016: Elliot, der Drache (Pete’s Dragon)
- 2016: Lost in the Sun
- 2017: Heroin(e) (Kurzdokumentarfilm)
- 2017–2019: SMILF (Fernsehserie, 18 Folgen)
- 2017: Eating Animals (Dokumentarfilm)
- 2017: A Ghost Story
- 2018: Forever (Fernsehserie, 8 Folgen)
- 2018: Ein Gauner & Gentleman (The Old Man & the Gun)
- 2018: Recovery Boys (Dokumentarfilm)
- 2018–2019: Strange Angel (Fernsehserie, 17 Folgen)
- 2019: The Society (Fernsehserie, 10 Folgen)
- 2019: Light of My Life
- 2021: The Green Knight
- 2021: The Last Letter from Your Lover
- 2022: Interview with the Vampire (Fernsehserie, 7 Folgen)
- 2023: Peter Pan & Wendy
- 2025: The Dutchman

## Auszeichnungen
Hollywood Music in Media Award
- 2021: Nominierung für die Beste Filmmusik – Independent Film (The Green Knight)[9]